# Campionati mondiali di sci nordico 1933
I Campionati mondiali di sci nordico 1933, decima edizione della manifestazione, si svolsero dall'8 al 12 febbraio a Innsbruck, in Austria, e contemplarono esclusivamente gare maschili. Con l'introduzione della staffetta 4x10 km di sci di fondo i titoli assegnati vennero per la prima volta portati a cinque.

## Risultati

### Combinata nordica
| Posizione | Atleta             | Nazione        | Punti |
| --------- | ------------------ | -------------- | ----- |
| 1         | Sven Selånger      | Svezia         | 454,1 |
| 2         | Antonín Bartoň     | Cecoslovacchia | 422,0 |
| 3         | Harald Bosio       | Austria        | 415,0 |
| 4         | Gustav Müller      | Germania       | -     |
| 5         | Ernst Feuz         | Svizzera       | -     |
| 6         | Stanisław Marusarz | Polonia        | -     |

8 febbraio

Trampolino: Bergisel NH

Fondo: 18 km

### Salto con gli sci
| Posizione | Atleta         | Nazione        | Punti |
| --------- | -------------- | -------------- | ----- |
| 1         | Marcel Raymond | Svizzera       | 224,0 |
| 2         | Rudolf Burkert | Cecoslovacchia | 213,8 |
| 3         | Sven Selånger  | Svezia         | 210,9 |
| 4         | Hans Ostler    | Germania       | -     |
| 5         | Gustav Müller  | Germania       | -     |
| 6         | Josef Gumpold  | Austria        | -     |

8 febbraio

Trampolino: Bergisel NH

### Sci di fondo

#### 18 km
| Posizione | Atleta            | Nazione   | Tempo   |
| --------- | ----------------- | --------- | ------- |
| 1         | Nils-Joel Englund | Svezia    | 1:02:19 |
| 2         | Hjalmar Bergström | Svezia    | 1:02:40 |
| 3         | Väinö Liikkanen   | Finlandia | 1:02:47 |
| 4         | Veli Saarinen     | Finlandia | -       |
| 5         | Sven Utterström   | Svezia    | -       |
| 6         | Friedl Däuber     | Germania  | -       |

10 febbraio

#### 50 km
| Posizione | Atleta            | Nazione   | Tempo   |
| --------- | ----------------- | --------- | ------- |
| 1         | Veli Saarinen     | Finlandia | 4:13:49 |
| 2         | Sven Utterström   | Svezia    | 4:14:31 |
| 3         | Hjalmar Bergström | Svezia    | 4:17:06 |
| 4         | Väinö Liikkanen   | Finlandia | -       |
| 5         | John Persson      | Svezia    | -       |
| 6         | Per-Erik Hedlund  | Svezia    | -       |

12 febbraio

#### Staffetta 4x10 km
| Posizione | Nazione           | Atleti                                                               | Tempo   |
| --------- | ----------------- | -------------------------------------------------------------------- | ------- |
| 1         | Svezia            | Per-Erik Hedlund Sven Utterström Nils-Joel Englund Hjalmar Bergström | 2:49:00 |
| 2         | Cecoslovacchia I  | František Šimůnek Vladimír Novák Antonín Bartoň Cyril Musil          | 2:57:34 |
| 3         | Austria           | Hugo Gstrein Hermann Gadner Balthasar Niederkofler Harald Paumgarten | 2:57:51 |
| 4         | Germania          | Walter Motz Willy Bogner Josef Ponn Herbert Leupold                  | -       |
| 5         | Italia            | Frederico De Zulian Andrea Veurich Sisto Scilligo Severino Menardi   | -       |
| 6         | Cecoslovacchia II | Franz Lauer Franz Kraus Adolf Horn Fritz Semptner                    | -       |

12 febbraio

## Medagliere per nazioni
| Posizione | Nazione        | Oro | Argento | Bronzo | Totale |
| --------- | -------------- | --- | ------- | ------ | ------ |
| 1         | Svezia         | 3   | 2       | 2      | 7      |
| 2         | Finlandia      | 1   | 0       | 1      | 2      |
| 3         | Svizzera       | 1   | 0       | 0      | 1      |
| 4         | Cecoslovacchia | 0   | 3       | 0      | 3      |
| 5         | Austria        | 0   | 0       | 2      | 2      |